# Lupara, Campobasso
Lupara là một đô thị ở tỉnh Campobasso trong vùng Molise thuộc nước Ý, có vị trí cách khoảng 25 km về phía bắc của Campobasso. Tại thời điểm ngày 31 tháng 12 năm 2004, đô thị này có dân số 620 người và diện tích là 25,6 km².
Lupara giáp các đô thị: Casacalenda, Castelbottaccio, Civitacampomarano, Guardialfiera, Morrone del Sannio.